# Symbian Ltd.
Symbian Ltd.  společnost, která vytváří operační systém Symbian určený pro chytré telefony. Společnost byla založeno v červnu 1998 a sídlí v Southwark ve Velké Británii. Symbian je od prosince 2008 vlastněn firmou Nokia. Ta na svém barcelonském kongresu oznámila vykoupení zbývajících akcií. Vznikla také organizace Symbian Foundation, jejíž členové (Nokia, Motorola, Ericsson, LG, Samsung a další) chtějí vytvořit jednotnou a otevřenou platformu pro mobilní telefony.

## Akcionáři
Před odkoupením zbývajících akcií byl Symbian ve vlastnictví společností Nokia (56,3%), Ericsson (15,6%), Sony Ericsson (13,1%), Panasonic/Matsushita (10,5%), Siemens AG (8,4%) a Samsung (4,5%). Akcie zpočátku patřily zakládajícím společnostem Psion, Nokia, Ericsson, Matsushita a Motorola. Motorola prodala svůj podíl ve společnosti firmám Psion a Nokia v září 2003. Psion prodal svůj podíl společnostem Nokia, Matsushita, Siemens AG a Sony Ericsson v červenci 2004. Zatímco BenQ převzal divizi mobilních telefonů společnosti Siemens AG.

## Licence
Držitelé licence na operační systém Symbian
- Arima
- BenQ
- Fujitsu
- Lenovo
- Matsushita
- Motorola
- Nokia
- Samsung
- Sharp
- Siemens
- Sony Ericsson

## Symbian OS
Symbian OS je svobodný operační systém, který byl navržen pro využití v mobilních zařízeních (tzv. „chytrých telefonech“ – smartphone). Doplňují ho knihovny, grafické uživatelské rozhraní a referenční implementace nástrojů, které vytvořila firma Symbian Ltd. Symbian OS je následovníkem systému EPOC používaného v kapesních počítačích Psion a běží výhradně na procesorech ARM. V současné době se jedná o operační systém reálného času. Do systému může uživatel přidávat nativní aplikace, které však závisí na verzi použitého operačního systému. Symbian je dnes používán především v mobilních telefonech značky Nokia.